# Guido Pieters
Guido Pieters est un réalisateur néerlandais né en 1948 à Maastricht.

## Filmographie
- 1979 : À l'américaine (Kort Amerikaans)
- 1984 : Ciske le filou (Ciske de Rat)